# Vittoria della Rovere

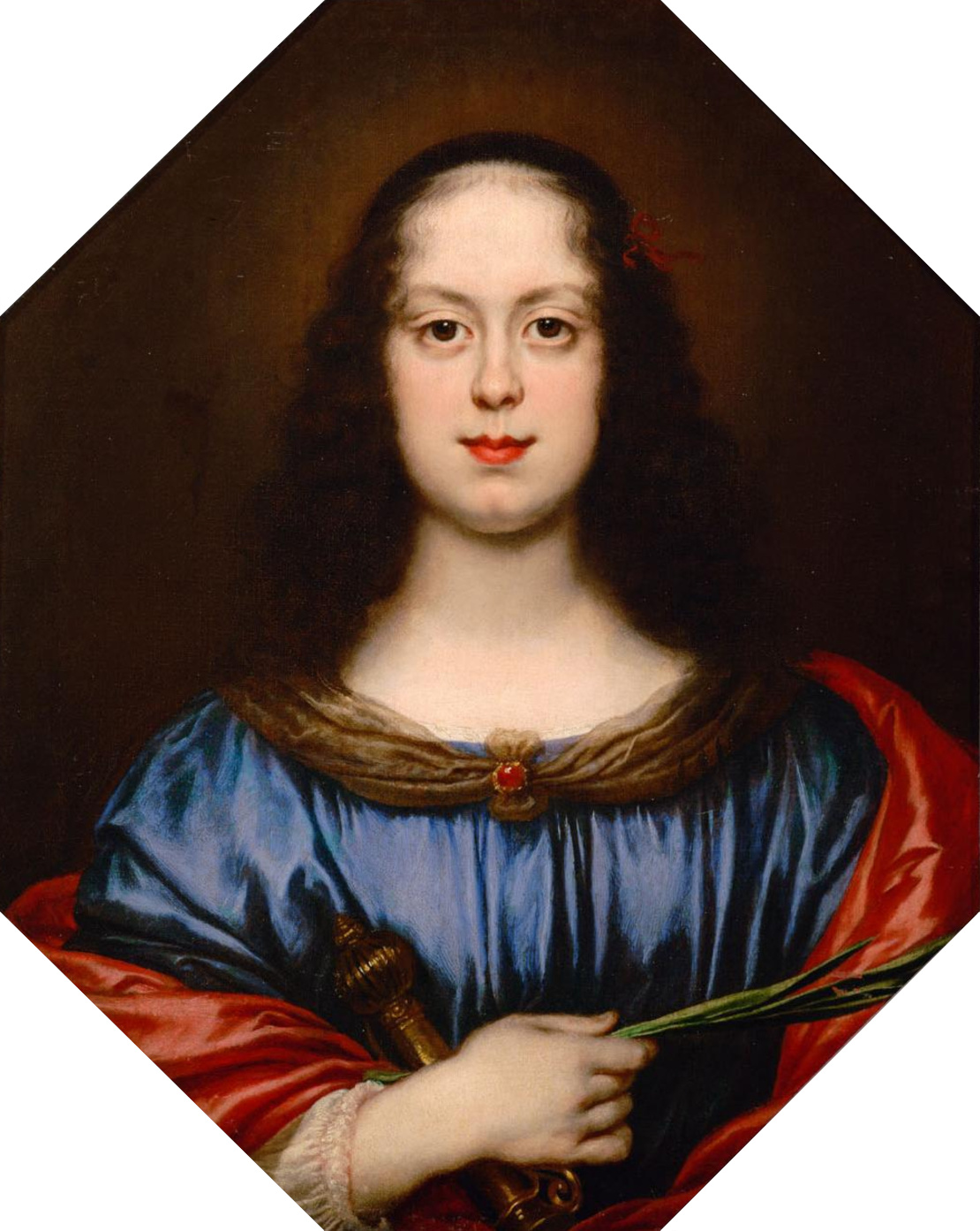
Vittoria della Rovere von Carlo Dolci

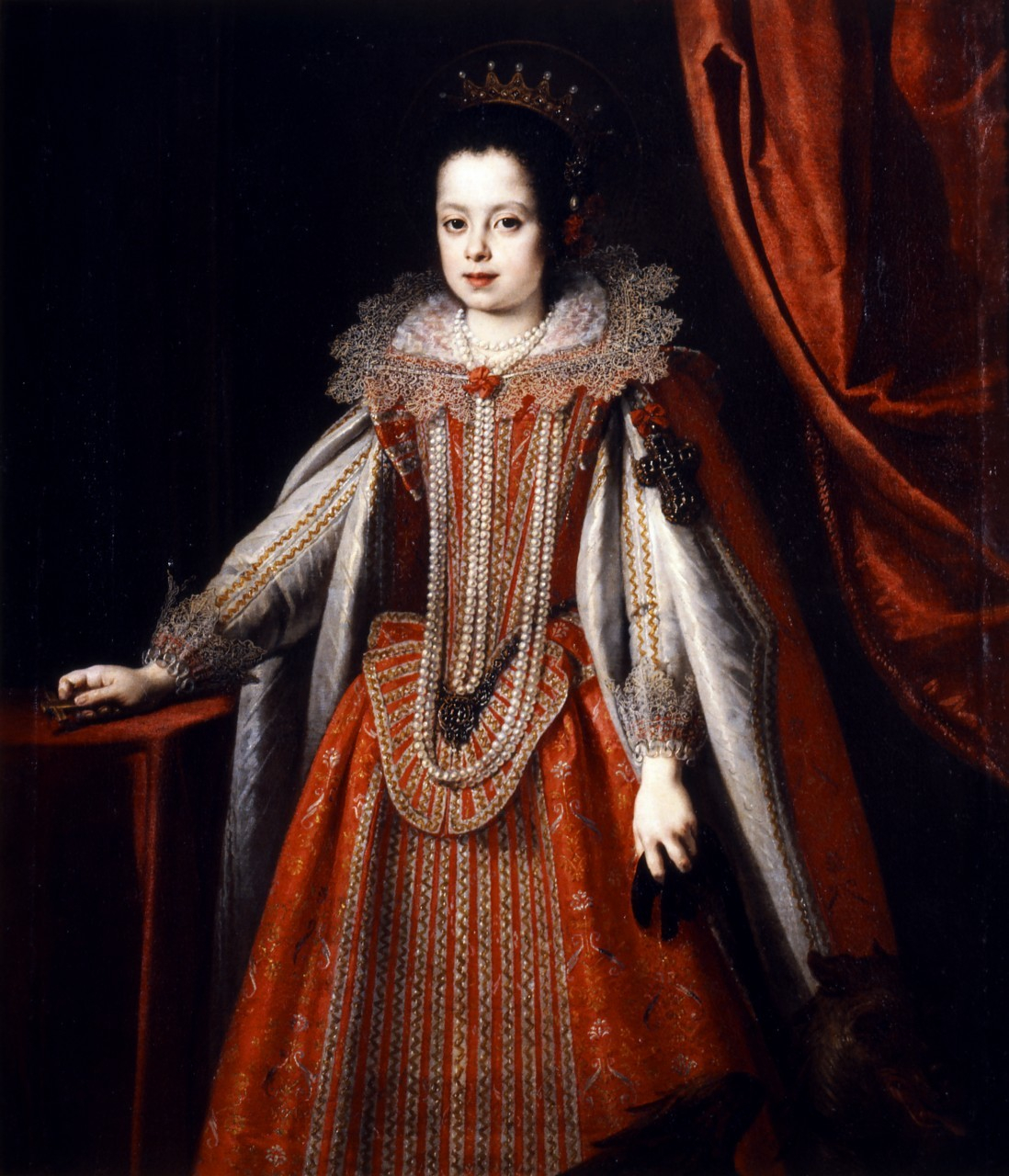
Porträt von Justus Sustermans

Vittoria della Rovere (* 7. Februar 1622 in Pesaro; † 5. März 1694 in Pisa) war als Gattin von Ferdinand II. de’ Medici Großherzogin der Toskana.
Vittoria wurde 1622 als Tochter von Federico Ubaldo della Rovere und Claudia de’ Medici geboren. Bereits 1623 verlor sie ihren Vater. Ihre Mutter Claudia de’ Medici kehrte nach Florenz zurück und versprach die Zweijährige ihrem Vetter Ferdinand, dem Thronerben der Toskana. 1626 heiratete Claudia Leopold V. von Tirol; ihre Tochter blieb in Florenz zurück und wurde von ihrer Großmutter Christine von Lothringen erzogen.
Vittoria war die letzte della Rovere und galt als Erbin des Herzogtums Urbino. Nach dem Tod ihres Großvaters Francesco Maria II. 1631 fiel Urbino jedoch an den Kirchenstaat. Vittoria erbte die reiche Kunstsammlung der Familie Della Rovere wie auch von deren Vorfahren und Vorgängern als Herzöge von Urbino, den Montefeltro, und ließ diese nach Florenz bringen. Heute ist die Sammlung Bestandteil der Uffizien.
1634 wurde die schon 1623 versprochene Ehe zwischen Vittoria und Ferdinand geschlossen. Die Ehe war sehr unglücklich, schließlich lebten die beiden getrennt in zwei entgegengesetzten Flügeln des Palazzo Pitti.
Von ihren Nachkommen erreichten zwei das Erwachsenenalter:
1. Cosimo III. (1642–1723),
2. Francesco Maria (1660–1711).

## Einzelnachweise

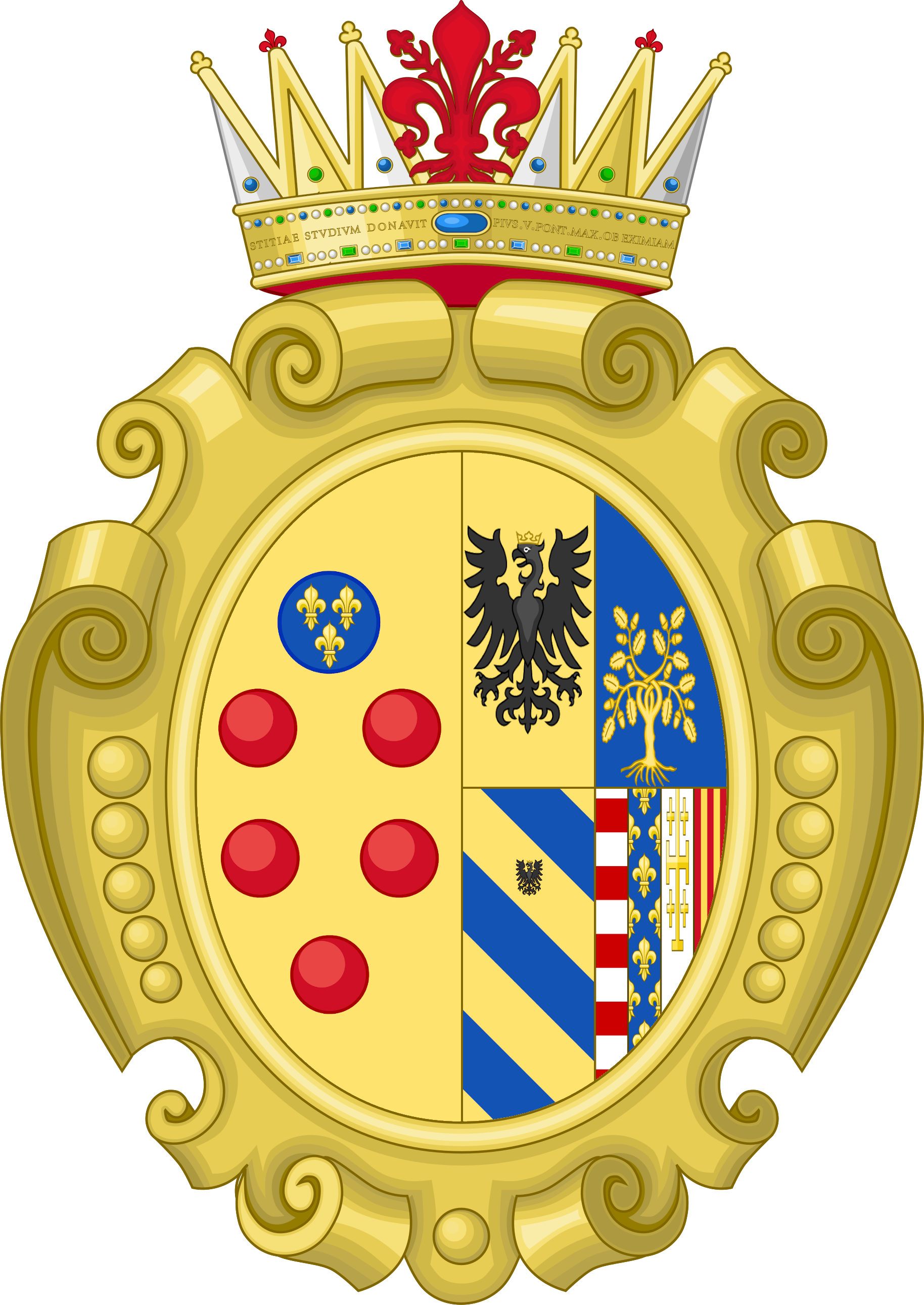
Allianzwappen Vittorias (Medici – Della Rovere)